# Escudo de Mazatlán
Diseñado por el maestro Ronaldo Arjona Amabilis el escudo completo de Mazatlán en Sinaloa, México está compuesto del cuarto cuartel del escudo del estado de Sinaloa. Está basado en la palabra etimología "mazatl" que da nombre a "Mazatlán" y en lengua náhuatl significa "Tierra de Venados". Se puede observar un dibujo de un venado de perfil el cual está inspirado en un dibujo indígena, las ondas que salen de la boca del animal simbolizan su bramido. El ancla que se encuentra simboliza el puerto y como homenaje a los marinos que lo descubrieron y lo bautizaron como "San Juan Bautista de Mazatlán".
Cuenta con dos figuras de sirenas sosteniendo, la del lado izquierdo, una alegoría de carnaval y la de la derecha una alegoría representando a los torneos literarios de los juegos florales. Ambos símbolos profundamente arraigados a la tradición mazatleca.
El disco situado en la parte superior, representa el día, por el sol y la noche por la constelación de cáncer, por la inmediata proximidad de la ciudad con el trópico de cáncer. 
El eje y base del escudo es un ancla simbolizando a la vida y actividad del puerto.
- Datos: Q5838128